# Baronia (Sardenya)
Baronia és una regió històrica de Sardenya nord-oriental, dins la província de Nuoro, que limita amb les subregions sardes de Gal·lura, Montacuto i Barbagia di Nuoro. Comprèn els municipis de Galtellì, Irgoli, Loculi, Lodè, Onifai, Orosei, Posada, Budoni, Siniscola i Torpè.
Durant l'edat mitjana constituí la part meridional del Jutjat de Gallura, i quan passà a la Corona d'Aragó fou dividida en la Baronia di Posada i la Baronia di Galtellì e Orosei.